# Arkys
Arkys là một chi nhện trong họ Araneidae.